# Loxosceles fontainei
Loxosceles fontainei är en spindelart som beskrevs av Jacques Millot 1941. Loxosceles fontainei ingår i släktet Loxosceles och familjen Sicariidae.
Artens utbredningsområde är Guinea. Inga underarter finns listade i Catalogue of Life.